# Ромицин, Андрей Артамонович
Андре́й Артамо́нович Роми́цин (Роми́цын) (28 июня 1909, с. Труфановская — 23 марта 1990, Киев) — советский киновед, историк кино, кинокритик, редактор.

## Биография
Родился в селе Труфановская Пудожского уезда Олонецкой губернии (ныне Плесецкий район Архангельской области) в семье крестьянина-бедняка. В 1918 году окончил два класса сельской школы.
До 1927 года занимался сельским хозяйством в Вологодском сельхозсоюзе. В 1927—1930 годах — рабочий лесопильного завода «Коммунар» в Тотьме. В 1930—1931 годах — слесарь-такелажник на Краснопресненском сахарорафинадном заводе в Москве. Работая на заводе, окончил Совпартшколу. С 1924 года активно занимался комсомольской и общественной работой, был руководителем рабкоровской бригады и председателем редколлегии заводской стенгазеты.
В сентябре 1931 года поступил в аспирантуру Государственной академии искусствознания (ГАИС) по специальности «Теория художественного кинофильма». В 1932 году переехал в Ленинград после перевода туда ГАИС и слияния с его Ленинградским отделением. В 1934 году окончил аспирантуру, тема научной работы — «Творчество фэксов».
С 1932 года печатался по вопросам киноискусства в журналах «Кіно», «За марксо-ленінську критику» и других; участвовал в работе секции киноведения ГАИС. В 1934—1937 годах работал старшим научным сотрудником ВГИКа, преподавал (с перерывом в 1936 году из-за службы в Красной армии). Затем — редактор и начальник сценарного отдела Одесской киностудии, главный редактор Киевской студии научно-популярных фильмов.
С 1948 года — в Институте искусствоведения, фольклора и этнографии имени М. Т. Рыльского НАН Украины: в 1948—1950 годах — старший научный сотрудник, в 1950—1951 годах — заместитель директора по научной работе, исполняющий обязанности директора, в 1962—1972 годах — заведующий отделом киноведения. Кандидат искусствоведческих наук (1949), защитил диссертацию по теме «Украинская советская кинодраматургия периода Великой Отечественной войны».
Был секретарем Комиссии по проведению декады украинского искусства и литературы в Москве в июне 1951 года.
Автор ряда книг и статей по истории украинского кино, теории кино, кинорецензий. По оценке киноведа В. Н. Миславского, Ромицин внёс значительный вклад в изучение истории украинского кинематографа.
Член Союза кинематографистов СССР (СК Украинской ССР).
Умер 23 марта 1990 года в Киеве.

### Семья
- брат — Александр Артамонович Ромицын (1902— ?), батальонный комиссар, арестован в 1938 году по политическим мотивам, позже освобождён, участник Великой Отечественной войны, подполковник[29][30];
- сын — Кирилл Андреевич Ромицин (1941—2003), кинооператор, работал на киностудии имени А. Довженко и Укртелефильме[31].

## Избранная библиография
- Наша «Молодість» (укр.) // Кіно : журнал. — 1933. — № 5 (135). — С. 3—5.
- Розвиток образу нової людині в радянському кіномистецтві (укр.) // За  марксо-ленінську критику : журнал. — 1934. — Сентябрь—октябрь (№ 9/10 (80/81)). — С. 87—98.
- «Чапаев». О фильме / Б. З. Шумяцкий, И. Кутяков, Г. Л. Рошаль, А. А. Ромицын и др. — М.: Кинофотоиздат, 1936. — 305 с.
- О путях развития украинской кинематографии // Искусство кино : журнал. — 1954. — № 4. — С. 72—89.
- Українське радянське кіномистецтво. Нарис (укр.). — Киев: Академія наук УРСР, 1958. — 67 с.
- Намерения и результаты. // Искусство кино : журнал. — 1958. — № 11. — С. 36—42.
- Українське радянське кіномистецтво: 1941—1954 (укр.). — Киев: Академія наук УРСР, 1959. — 228 с.
- (укр.) // Кіно і сучасність // Збірник статей / Спілка працівників кінематографії Укр. РСР. — Киев: Образотворче мистецтво і музична література УРСР, 1962. — Вип. 1. — С. 79.[комм. 2]
- Хибний напрямок (укр.) // Мистецтво : журнал. — 1964. — Январь—февраль (№ 1). — С. 32—34.
- Життя і герої екрана (укр.) / відп. ред. А. А. Роміцин. — Киев: Мистец, 1970. — 238 с.
- О былом. Писатели в кино // Жизнь моя, кино: воспоминания кинематографистов / сост. А. Жукова, Е. Махтина, Г. Зельдович. — Киев: Хорс, 1999. — С. 108—139. — 275 с.

## Комментарии
1. ↑  Расширяя круг авторов сценариев, при Ромицине Одесская студия заключила договоры с прозаиками Ю. Либединским, А. Макаренко, А. Новиковым-Прибоем, А. Копыленко, Л. Соловьёвым, Н. Трублаини, А. Фадеевым[9].
2. ↑  Соглашаясь с публикацией А. Ромицина в сборнике «Кіно і сучасність» (1962), М. Билинский цитирует его в программной статье «О традициях украинской кинематографии» для «Искусства кино»:
Желание видеть в театральности картин проявление вековечных украинских начал, разумеется, необоснованно. Театральность киноискусства не национальный признак, а свидетельство профессиональной незрелости. В интересах режиссёров, актёров, операторов, художников, в интересах кинематографии в целом полезно усвоить, что театральщина в кино есть не что иное, как синоним инертности, консерватизма и обычно профессиональной малограмотности.«Искусство кино» № 10 1962[32].